# Spritzkanal
Der Spritzkanal (auch: „Spritzkanälchen“, lat. Ductus ejaculatorius) ist ein paarig angelegter Gang bei männlichen Säugetieren, der von den ebenfalls paarig angelegten Samenbläschen durch die Prostata verläuft und in die Harnröhre mündet. Er transportiert den Hauptteil des Ejakulats bei der Ejakulation.

## Anatomie
Jeder Ductus ejaculatorius entsteht durch die Vereinigung des gleichseitigen Samenleiters (der aus dem Nebenhoden kommt) und dem Ausführungsgang (Ductus excretorius) des gleichseitigen Samenbläschens. Beim Mann ist der Spritzkanal etwa 2 cm lang.
Der Spritzkanal hat keine eigene Tunica muscularis, sondern nur eine Schleimhaut, ähnlich der des Samenleiters. Ein Lumen von mehr als 2,3 mm ist nicht normal, sondern spricht für eine Erweiterung (Dilatation). Die Anatomie ist, z. B. durch Segelklappen an der Mündung in die Harnröhre, so ausgerichtet, dass ein Zurückfließen von Urin aus der Harnröhre in die Samenblasen fast unmöglich ist.
Bei einigen Säugetieren ist kein Ductus ejaculatorius ausgebildet: Raubtieren fehlt das Samenbläschen und demzufolge auch der Ausführungsgang und damit die Vereinigung mit dem Samenleiter. Bei Schweinen und Schafen unterbleibt die Vereinigung beider Gänge.

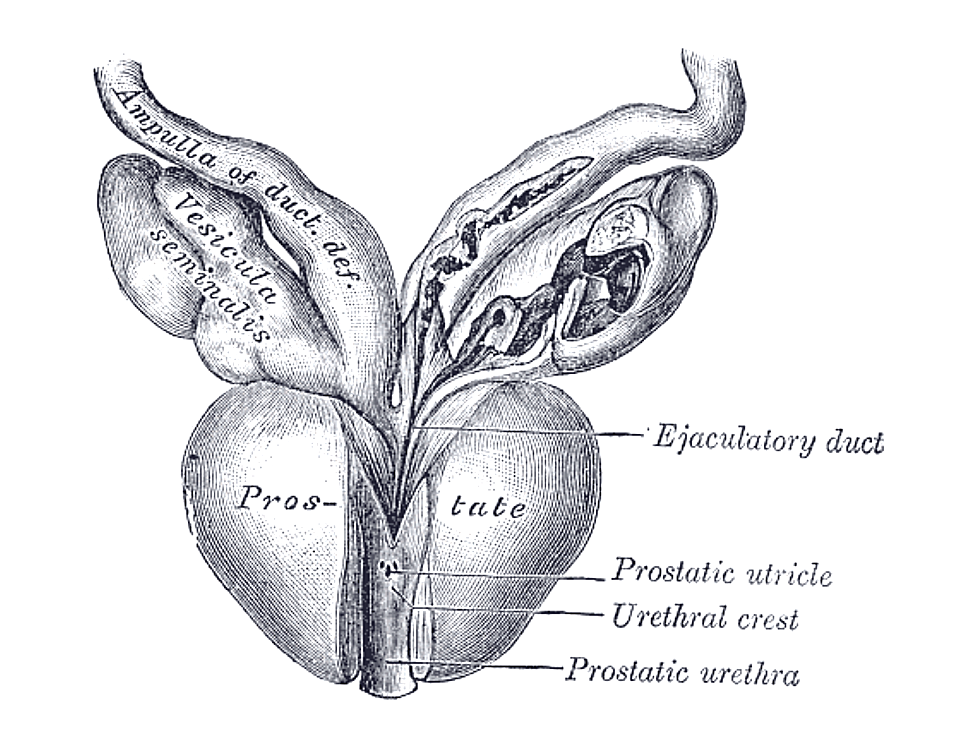
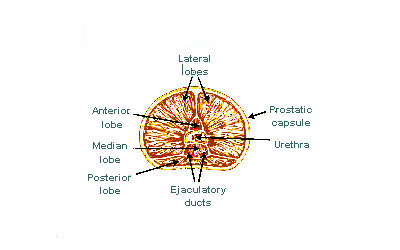
Lappen der Prostata mit Ductus ejaculatorius
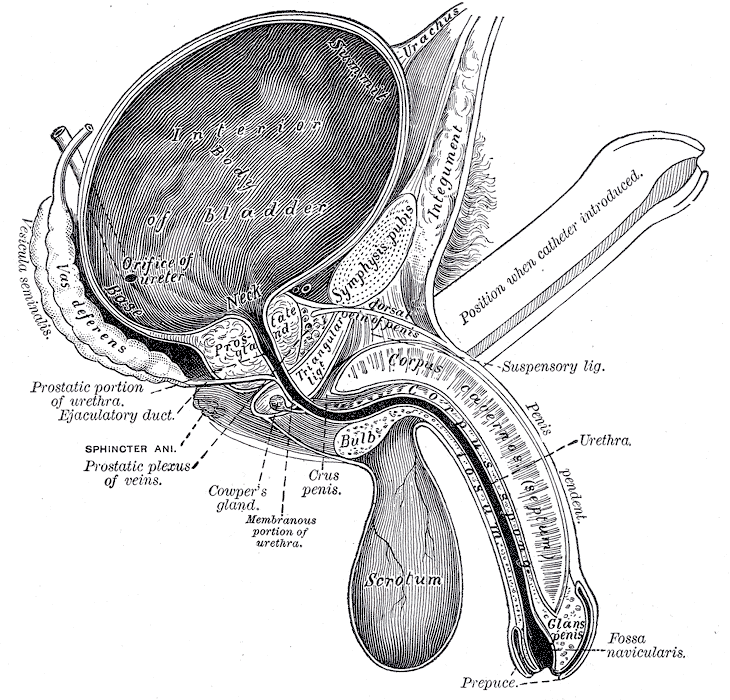
Längsschnitt durch Harnblase, Penis und Harnröhre (Urethra)
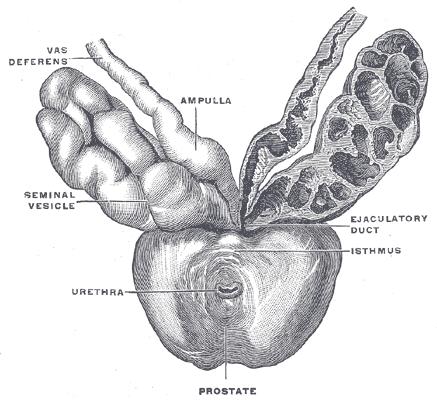
Prostata mit Samenbläschen und Samenleitern, Ansicht von vorne und oben

## Erkrankungen
Der Verschluss des Ductus ejaculatorius ist ein angeborenes oder erworbenes Krankheitsbild, bei dem ein oder beide Spritzkanäle verschlossen oder verengt sind. Falls beide Spritzkanäle verschlossen sind, ist der betroffene Mann zeugungsunfähig aufgrund einer Verschluss-Azoospermie. Wird dieser Zustand chirurgisch durch eine transurethrale Resektion des Ductus ejaculatorius (TURED) behandelt, kommt es zur Entfernung der Segelklappen und in die Samenblasen zurückfließender Urin kann die Samenqualität verschlechtern. Zudem kann der Urin nun auch über die Samenleiter in die Nebenhoden gelangen und hier eventuell zu einer Nebenhodenentzündung durch Bakterien aus der Harnröhre führen.
Auch die operative Behandlung der benignen Prostatahyperplasie kann die Spritzkanäle verletzen oder verschließen.
Bei der retrograden Ejakulation fließt die aus den Spritzkanälchen kommende Samenflüssigkeit anschließend in der Harnröhre nicht in Richtung Penis ab, sondern in die falsche Richtung: in die Harnblase.